# Sent Andiòu del Clèrguemòrt
Sent Andiòu del Clèrguemòrt (en francès Saint-Andéol-de-Clerguemort) és un municipi del departament francès del Losera, a la regió d'Occitània.